# Кондьо
Кондю Стефанов Савов, по-известен като Кондьо, е български попфолк певец и боксьор.

## Биография
Кондьо е роден на 24 август 1964 г. в Сливен в циганско семейство.

### Сводничество
Съден е по няколко дела за трафик на момичета и склоняване към проституция. През 2006 г. е осъден от Сливенския окръжен съд на десет години затвор и глоба от 100 000 лв. заради трафик на две жени и склоняване на едната към проституция на 15 юни 2004 г., но по време на обжалването XL народно събрание приема промяната в Наказателния кодекс, известна като Поправката „Ванко 1“) (според нея тежки присъди за склоняване към проституция се налагат, само ако за това са използвани наркотици) и присъдата му е намалена на 3 години затвор и глоба от 8000 лв. Междувременно той се признава за виновен и по друго дело за трафик на хора, получавайки присъда, по-малка от минималните две години.

## Дискография

### Студийни албуми
- 1998 – „Мъни, мъни“
- 1999 – „Просто супер“
- 2000 – „Искам те“
- 2000 – „Завинаги заедно“, дуетен с Лия
- 2002 – „Празно няма“
- 2005 – „Страстни ритми“
- 2007 – „Приятели“

### Сингли
- 2021 – „Онези луди години“

### Компилации
- 2010 – „The Best“